# Pučeglazicha
La Pučeglazicha (in russo Пучеглазиха?) è un fiume della Russia siberiana occidentale, affluente di sinistra dell'Enisej. Scorre nell'Enisejskij rajon del Territorio di Krasnojarsk.
Il fiume scorre in direzione nord-orientale. Ha una lunghezza di 104 km e il suo bacino è di 850 km². Sfocia nell'Enisej a 1 900 km dalla foce.